# Crystal Children
Crystal Children è il terzo album dei Dazzle Vision, pubblicato il 21 novembre 2008.

## Il disco
È il primo album registrato con il chitarrista Yu.
Rispetto al precedente Camellia Japonica, in Christal Children non sono presenti influenze gotiche, dando all'album le sonorità ibride tra J-Rock e Emo/Screamo che caratterizzeranno la band anche negli anni successivi. Come per il precedente lavoro, il bassista Takuro esegue delle parti di tastiere, e la traccia di chiusura, Hana (花?), è una ballata acustica eseguita da Maiko e Yu.
Per promuovere l'album, venne realizzato un videoclip per la canzone HERE.
Lo stesso giorno venne pubblicato il singolo Metsu/All refused (滅／All refused?); sempre lo stesso giorno venne pubblicata un'edizione speciale dell'album contenente un secondo disco con le tracce del singolo (dalle pesanti influenze Thrash metal); in questa nuova edizione il titolo riportato sulla copertina è Crystal Children + Metsu/All refused (Crystal Children + 滅／All refused?).

## Lista tracce
Testi di Maiko e Takuro, musiche dei Dazzle Vision.

### Disco 1
1. HERE – 3:42
2. tonight – 4:21
3. Moon – 4:34
4. Kimi wa Boku no Takaramono (君は僕の宝物?) – 1:27
5. Eternity – 3:28
6. orb – 3:09
7. Crystal – 2:16
8. Hana (花?) – 3:37

### Disco 2
1. Metsu (滅?) – 1:45
2. All refused – 2:34

## Formazione
- Maiko – voce
- Yu – chitarra
- Takuro – basso; tastiere in tonight, Moon, Kimi wa Boku no Takaramono e orb; pianoforte in Kimi wa Boku no Takaramono e Crystal
- Haru – batteria